# Grant Holloway
Grant Holloway, född 19 november 1997, är en amerikansk häck- och kortdistanslöpare.

## Karriär
Vid Världsmästerskapen i friidrott 2019 tog Holloway guld på 110 meter häck.
Vid World Indoor Tour i Madrid den 24 februari 2021 satte Holloway nytt världsrekord på 60 meter häck med tiden 7,29 sekunder.
I mars 2022 vid inomhus-VM i Belgrad tog Holloway guld på 60 meter häck. I semifinalen tangerade han dessutom sitt världsrekord. I juli 2022 vid VM i Eugene tog Holloway sitt andra raka VM-guld på 110 meter häck efter ett lopp på 13,03 sekunder.
Vid olympiska sommarspelen 2024 vann Holloway guld på 110 meter häck med en segertid på 12,99 sekunder.